# Roberto Oros di Bartini
Roberto Oros di Bartini, eredetileg Orosdy, született Ferlesch Róbert (Nagykanizsa, 1897. május 14. – Moszkva, 1974. december 6.), orosz névváltozatban Robert Ljudvigovics Bartini (oroszul: Роберто Людовигович Бартини, kiejtve: Bartyinyi) szovjet fizikus, repülőgép-tervező.

## Élete
Egyes források szerint Fiumében, valójában Nagykanizsán született, Ferlesch Mária villachi születésű 20 éves nagykanizsai lakos magánzó házasságon kívüli gyermekeként, az Osztrák–Magyar Monarchia állampolgáraként. 1904-ben örökbe fogadta dr. Orosdy Lajos Mihály Béla, Fiumében élő, későbbi miniszteri osztálytanácsos, majd miniszterelnökségi helyettes államtitkár. Neve ettől kezdve Orosdy Róbert Frigyes.  
1915-ben végezte el a középiskolát, majd tartalékos tiszti iskolára került Besztercebányára. A képzés végén 1916-ban az orosz frontra küldték, ahol júniusban hadifogságba esett. A háború után, 1921-től 1922-ig repülőiskolát végzett el Milánóban és itt lett tagja az Olasz Kommunista Pártnak. 
A fasiszta hatalomátvétel után 1923-ban a Szovjetunióba ment, ahol mint repülőmérnök dolgozott. Több fontos műszaki és vezetői beosztást töltött be a Szovjet Légierőnél. 1928-ban őt nevezték ki a szovjet kísérleti hidroplán-program vezetőjének, 1930-ig a program vezető tervezője volt. Őt sem kerülte el sztálini terror, így 1938–1946 között bebörtönözték, és saraskában dolgoztatták. Fogvatartottként dolgozott az NKVD felügyelete alatt működő CKB–29 tervezőirodában, majd később a Dimitrov Repülőgépgyár területén működő, Georgij Berijev vezette OKB–86-os tervezőirodában. 
Különböző típusjelzésű repülő modellek fejlesztésén munkálkodott a Dimitrov és a Berijev repülőgépgyártó vállalatoknál Taganrogban egészen 1952-ig. Ezt követően Novoszibirszkbe került a Szibériai Repülési Kutatóintézethez (SzibNIA), és Sztálin halálát követő enyhülés eredményeként 1956-ban rehabilitálták. Több publikációja jelent meg a repülőgépgyártásban használatos szerkezeti anyagok és technológiák, az aerodinamika, valamint az elméleti fizika tárgykörében.

## Repülőgépei
| Név                           | Leírás |
| ----------------------------- | --- |
| Sztal–6                       | Kísérleti repülőgép, mellyel szovjet sebesség rekordot állítottak fel                                                               |
| DAR                           | Korrózióálló repülő csónak (amfíbia) az északi sarki távolsági repülésekhez                                                         |
| Sztal–7                       | Kétmotoros utasszállító repülőgép                                                                                                   |
| Jer–2 (DB–240)                | Első repülés 1940 júniusában. |
| Jer–2 (AM–35-ös motorral)     | 1942 június. |
| Jer–2 (2 db ACS–30B motorral) | kb. 300 db épült belőle, 3 db 1000 kg-os légibomba szállítására volt alkalmas. Legnagyobb sebessége 446 km/h, hatótávolsága 5000 km |
| Jer–2                         | |
| A–57                          | Sugárhajtóműves stratégiai bombázó repülőgép                                                                                        |
| VVA–14                        | Berijevvel közösen 1972-ben tervezett hidroplán és határfelület-repülőgép                                                           |
| AL–40                         | Nukleáris meghajtású hidroplán, mely nem épült meg. A Szibériai Repülési Kutatóintézetben (SzibNIA) 1960 körül.                     |
| R 53.6K                       | Minden aerodinamikai felület kiszámított és megfelelt a 4 származtatott funkciónak 1940 körül.                                      |

### A VVA–14 típus
Az 1930-as években a Sztal típusú, újszerű repülőgépek megépítésével vált szakmai berkekben igazán ismertté. A legjelentősebb tervezői teljesítménye taganrogi Berijev-tervezőirodában kifejlesztétt és egyetlen példányban megépített VVA–14 típus. A szokatlan megjelenésű repülőeszköz egy VTOL vízi-repülőgépnek készült.

### Repülés nagyjai között
Több alkalommal dolgozott együtt a szovjet repülőgépipar más jelentős képviselőivel, így Koroljovval, Iljusinnal, Antonovval, Mjasziscsevvel és Jakovlevvel. Koroljov tanárának tartotta őt, az aerodinamikában ismert szakkifejezés a róla elnevezett „Bartini-hatás”.

### Publikációi

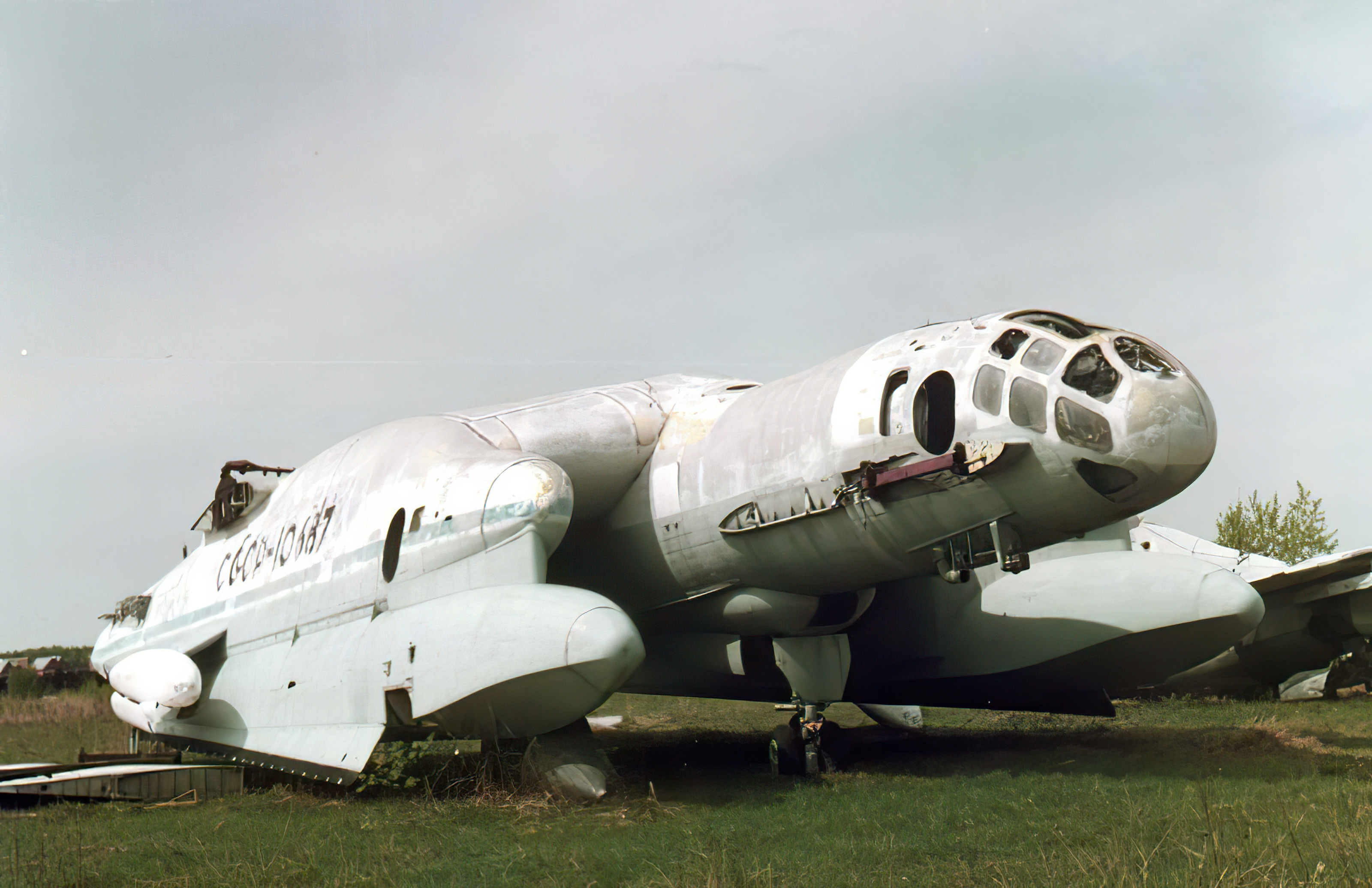
Bartini VVA–14 típusú vízi repülőgépe a monyinói repülőmúzeumban kiállítva

- Roberto Oros di Bartini. Some relations between physical constants. In: Doklady Acad. Nauk USSR, 1965, Angol nyelvű, Oroszul: Доклады Академии наук, 1965,
- Roberto Oros di Bartini. Kapcsolat a fizikai állandók között orosz nyelven jelent meg: (сборник Проблемы теории гравитации и элементарных частиц, М., Атомиздат, 1966,).

## Fordítás
- Ez a szócikk részben vagy egészben  a   Robert Ludvigovich Bartini című angol Wikipédia-szócikk ezen változatának fordításán alapul.  Az eredeti cikk szerkesztőit annak laptörténete sorolja fel. Ez a jelzés csupán a megfogalmazás eredetét és a szerzői jogokat jelzi, nem szolgál a cikkben szereplő információk forrásmegjelöléseként.